# OMX

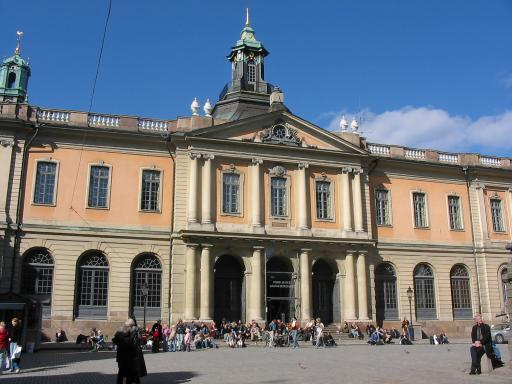
斯德哥尔摩证券交易所

OMX AB（瑞典語：AktieBolaget OptionsMäklarna/Helsinki Stock EXchange）是一家跨国金融服务公司，OMX AB由OM AB和HEX plc于2003年合并而成，在2008年2月成为了纳斯达克OMX集团旗下子公司。OMX AB有两个分支机构：在北欧和波罗的海国家运营着8个证券交易所的“OMX 证券交易所（OMX Exchanges）”和为OMX和其它证券交易所研发所用作金融交易服务的市场分析系统的“OMX科技（OMX Technology）”，同时，OMX科技也是全球领先的金融工具交易系统开发商。

## 历史

### 起源
OM AB（Options Mäklarna）的前身是由Olof Stenhammar于20世纪80年代在瑞典创立的一家用交易标准化期权合约进行期货交易的期货交易所。OM于1998年收购了斯德哥尔摩证券交易所，并于 2001 年尝试并购伦敦证券交易所，但未成功。在21世纪初的网络经济泡沫时期，OM和投资银行摩根士丹利的Dean Witter一起，启动了一个名叫“Jiway”的“虚拟欧洲证券交易所”，但该项目并不成功，在2002年10月14日停止了运营。

### 并购其它交易所
2003年9月3日赫尔辛基证券交易所（HEX）与OM合并，合并后的公司名称变更为OM HEX。2004年8月31日，公司的名称变更为OMX。在随后的2005年1月，OMX又出价1.64亿欧元收购了哥本哈根证券交易所。2006年9月19日，冰岛证券交易所的所有人Eignarhaldsfelagid Verdbrefathing（EV）宣布将接受OMX对公司2.5亿瑞典克朗的收购报价，本次收购于年底最终完成。OMX在2006年10月又完成了对ASA奥斯陆兄弟控股（Oslo Bros Holding ASA）公司和2007年11月对亚美尼亚证券交易所和中央存管（Central Depository）的收购。

### 扩大产品
2005年12月，OMX在丹麦开展了一项针对小企业推出的名为“First North”的另项交易服务，这项服务于2006年6月、2007年1月和2007年4月分别扩展到了斯德哥尔摩、冰岛和赫尔辛基市场。2006年，其市场技术部门旗下的分支机构Computershare被收购，此项收购案极大地扩大了它的产品领域，还成功地成为了所有的交易系统服务提供商。 
OMX整合旗下三家全资交易所（哥本哈根证券交易所、斯德哥尔摩证券交易所、赫尔辛基证券交易所）的上市资源，于2006年10月2日启动了虚拟的“OMX 北欧证券交易所”。同时被整合到此虚拟交易所的还包括在冰岛证券交易所上市的证券。OMX还推出了“泛区域的基准指数”：OMX Nordic 40，而与此同时各家交易所仍然保留其本国的基准指数。

### 被纳斯达克收购
2007年5月25日，纳斯达克（NASDAQ）同意以37亿美元的价格收购 OMX。然而在8月，迪拜证券交易所（Borse Dubai）对OMX报价40亿美元，并将其演变成为一场收购战。2007年9月20日，迪拜证券交易所同意停止对OMX的竞购，要求获得纳斯达克20%的股份和5%的投票权、以及纳斯达克在伦敦证券交易所28%的股份作为回报。经过多次商讨后，迪拜证券交易所取得了OMX集团在和纳斯达克完成并购交易之前97.2%的已发行股票。紧接着在2008年2月27日，两家公司合并完成，新公司名为纳斯达克OMX集团。

## OMX证券交易所
- 哥本哈根证券交易所
- 斯德哥尔摩证券交易所
- 赫尔辛基证券交易所
- 塔林证券交易所
- 里加证券交易所
- 维尔纽斯证券交易所
- 冰岛证券交易所
- 亚美尼亚证券交易所（2007年11月完成）
- 奥斯陆证券交易所（持股10%）

### 分支机构
公司的证券市场活动分为三个部门：
- 北欧市场（哥本哈根、斯德哥尔摩、赫尔辛基、冰岛）
- 波罗的海市场（塔林、里加、维尔纽斯）
- First North (另项交易)

## 技术
在北美，OMX为许多著名的客户提供着技术支持服务，诸如美国金融业监管局（FINRA）、ICAP、ISE和BIDS Trading，它们都使用着由OMX驱动的交易系统：X-stream、CLICK和SAXESS。
OMX的技术客户包括：
- 阿布扎比证券市场
- Agora-X
- 雅典交易所
- 澳大利亚证券交易所
- 巴哈马国际证券交易所
- 巴林证券交易所
- 巴巴多斯证券交易所
- 哥伦比亚证券交易所
- 孟买证券交易所
- 意大利证券交易所
- 波士顿证券交易所
- 加拿大贸易和报价系统
- 开罗及亚历山大证券交易所
- 多哈证券市场
- 迪拜金融市场
- 迪拜国际金融交易所
- 加拿大 egX
- 欧洲衍生品交易所
- 美国金融业监管局
- 香港交易所
- ICAP
- 冰岛证券存管中心
- 国际证券交易所
- 伊拉克证券交易所
- 伊斯坦布尔证券交易所
- 雅加达证券交易所
- 牙买加证券交易所
- 马耳他证券交易所
- 莫斯科银行业外汇交易所
- 尼日利亚证券交易所
- 纽卡斯尔证券交易所
- 美国全国股票交易所
- 巴勒斯坦证券交易所
- 菲律宾买卖及交易所公司
- 英国Plus证券市场
- 莫尔斯比港证交所
- 沙特阿拉伯证券交易所
- 新加坡商品交易所
- 新加坡交易所
- 上海证券交易所
- 瑞士交易所
- 泰国期货交易所
- TLX
- 东京商品交易所
- 特立尼达和多巴哥证券交易所
- 土耳其衍生品交易所
- 维也纳交易所
- 萨格勒布证券交易所